# Генрік Мартелл Германус

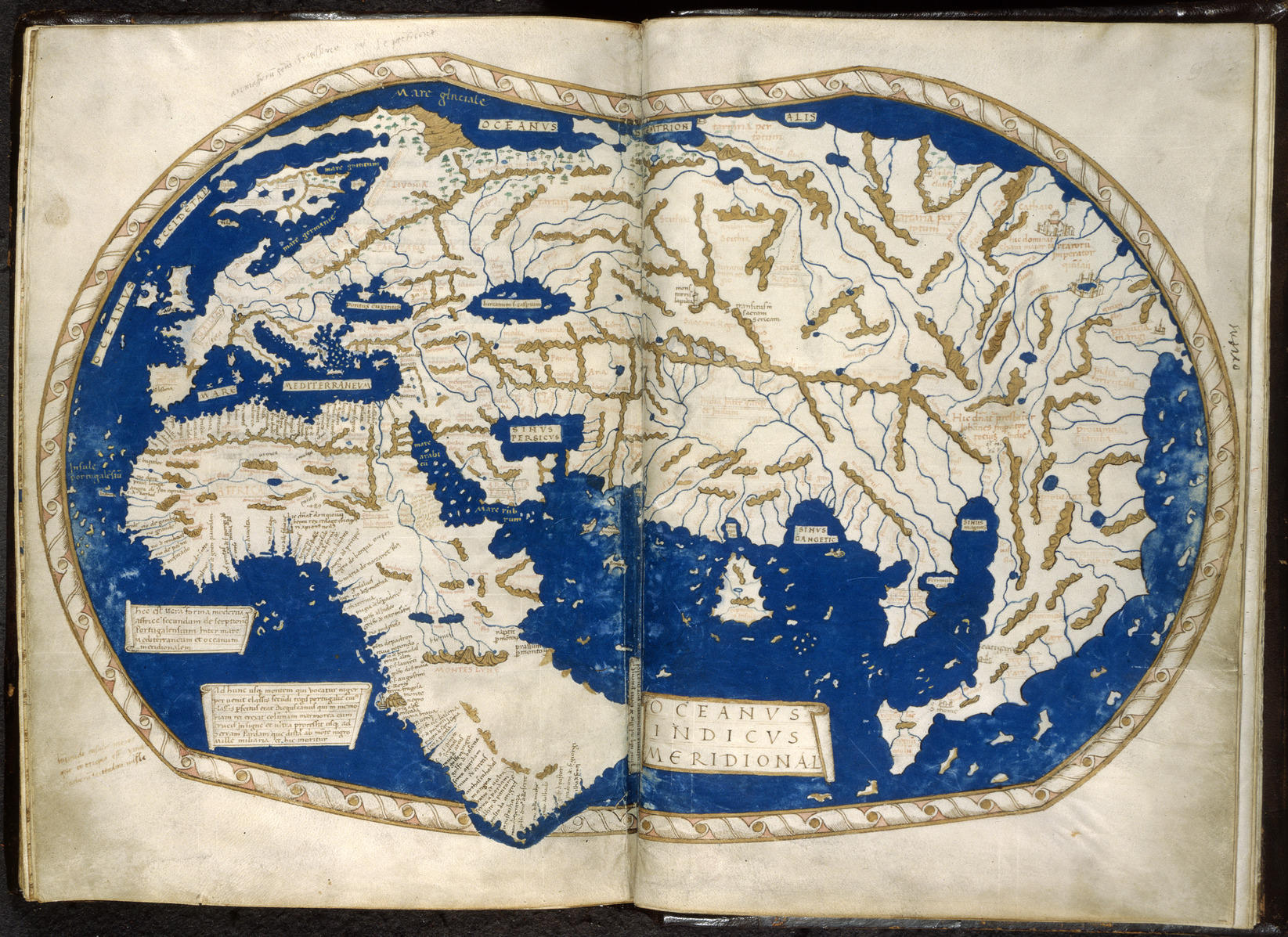
Карта світу Генріка Мартелла Германуса, що зберігається в Британській бібліотеці

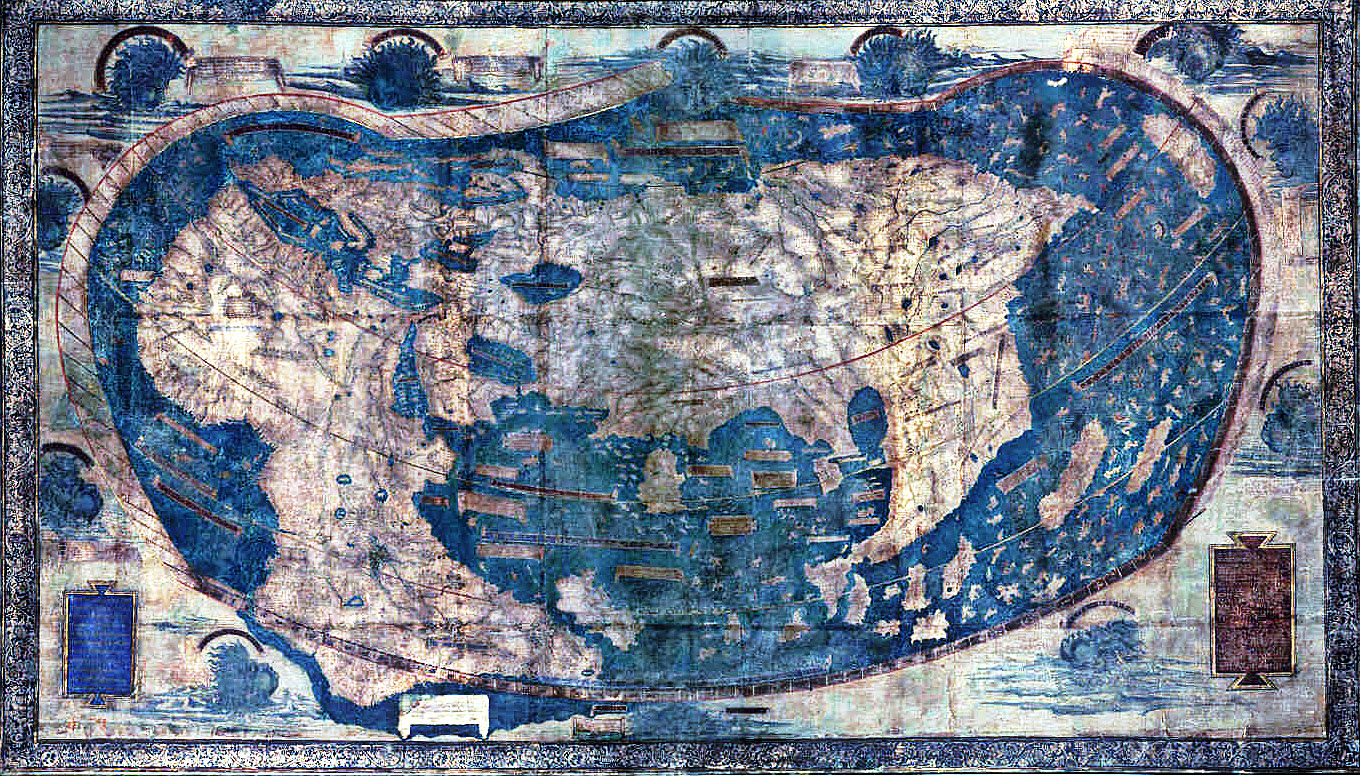
Карта світу Генріка Мартелла Германуса, що зберігається в Єльському університеті

Генрік Мартелл Германус (лат. Henricus Martellus Germanus, фл. 1480—1496) — німецький картограф, що працював у Флоренції між 1480 і 1496 роками. Його збережені картографічні роботи включають рукописи «Географії» Птолемея, рукописи Insularium illustratum (Атлас карт і описів островів) і дві карти світу, на яких вперше показано прохід навколо південного краю Африки в Індійський океан. Його карти світу узагальнюють географічні знання на початку Доби великих географічних відкриттів і «уособлюють найкращі досягнення європейської картографії кінця XV століття».

## Біографія
Про життя Генріка Германуса відомо дуже мало. Навіть його ім'я та місце народження були предметом багатьох припущень. У XV столітті вчені та ремісники використовували латинізовану версію свого імені. Так було і з Мартеллом. Germanus — це латинське слово, що позначає Німеччину, і це найяскравіша ознака його походження. Деякі автори припускають, що його ім'я при народженні, мабуть, було «Генріх Хаммер» (німецький переклад Генріка Мартелла), але немає жодного документального підтвердження. Можливо, він був із Нюрнберга, центру німецького Відродження, але, знову ж таки, прямих доказів немає.
У той час у Флоренції проживала значна громада німецьких іммігрантів, які працювали майстрами та ремісниками, тому присутність Мартеллуса в цьому місті не була чимось особливим. Він працював у Флоренції між 1480 і 1496 роками, проводячи принаймні частину цього часу в майстерні Франческо Росселлі.
Нічого не відомо про його освіту чи досвід, хоча його роботи показують певний вплив Ніколауса Германуса, іншого німецького картографа, що працював у Флоренції. Його власне твердження про те, що він багато подорожував, свідчить про те, що, можливо, він був купцем.

## Роботи
Збережені картографічні роботи, що приписуються Мартеллу, включають дві карти світу, рукописи «Географії» Птолемея та рукописи Insularium illustratum (описовий атлас карт островів).

### Карти світу
Приблизно між 1489 і 1491 роками він створив принаймні одну карту світу, яка надзвичайно схожа на глобус «Земне яблуко» (нім. Erdapfel), виготовлений Мартіном Бехаймом приблизно в 1492 році. Обидва демонструють нові адаптації існуючої моделі Птолемея, відкриваючи прохід на південь від Африки та створюючи новий величезний півострів на схід від півострова «Золотий Херсонеса» (Малайський п-ов). Обидва, можливо, походять із карт, створених приблизно в 1485 році в Лісабоні Бартоломео Колумбом. 
Рукописна карта світу розміром 201х122 см, була заново відкрита в 1960-х роках і передана Єльській бібліотеці рідкісних книг і рукописів Бейнеке. Напис у нижньому лівому куті говорить: «Хоча Страбон, Птолемей і більшість стародавніх були дуже старанні в описі світу, ми, однак, об'єднуємо в цій картині та ретельно показуємо на їхніх істинних місцях нове знання, яке втекло від їхньої старанності і залишилося для них невідомим». Ще одна карта світу Генріка Мартелла Германуса знаходиться в колекції Британської бібліотеки.
Проект мультиспектральних зображень 2014 року під керівництвом Чета ван Дузера виявив багато раніше нерозбірливих деталей карти, включаючи зображення їжатця в Північній Азії, згадки про міфологічні народи, такі як бегемоти та Панотті, і дивовижну кількість інформації про інтер'єр Африки — знання, які, ймовірно, походили від ефіопської делегації на Флорентійському соборі 1441 року.

### ГеографіяПтолемея
Близько 1480 року Мартелл створив свою найранішу відому роботу — рукопис «Географії» Птолемея. Ця перша версія наслідувала стандартну модель Птолемея, традиційну карту світу та двадцять шість регіональних карт із використанням трапецієподібної проєкції. Пізніша версія була виготовлена для його покровителя Камілло Марії Вітеллі. На додаток до традиційних карт Мартеллус додав ряд нових карт (tabulae modernae), включаючи карти середземноморських островів, Малої Азії, Північної Європи, Британських островів та морську карту північноафриканського узбережжя. У передмові він стверджує, що його карти містять усі порту й узбережжя, нещодавно відкриті португальцями.

### Insularium illustratum

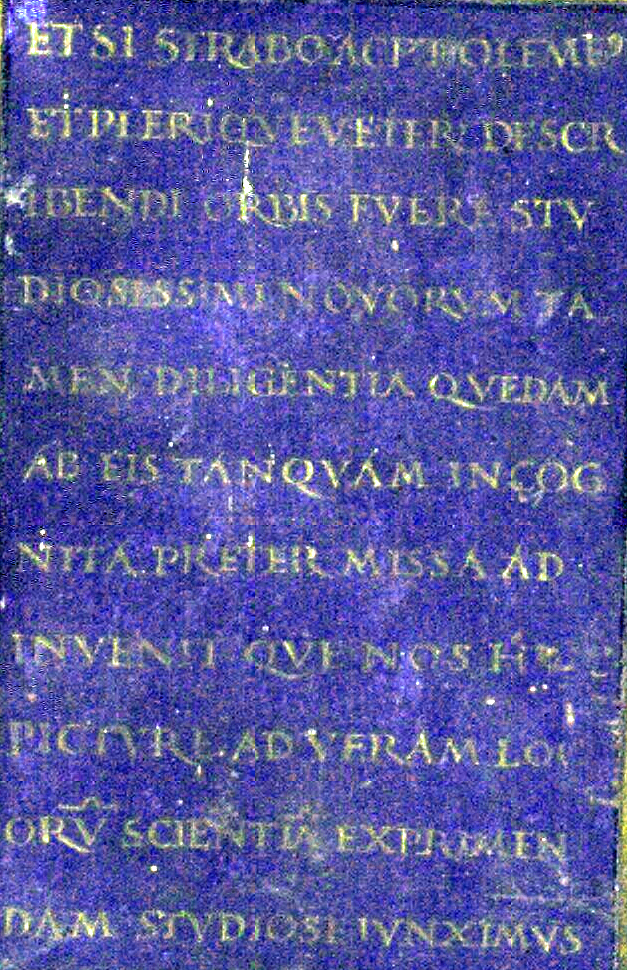
Генрік Мартелл, пояснювальний напис на його карті світу 1491 року

Мартеллус також створив Insularium illustratum («Ілюстрована книга островів»), з якої збереглося п'ять рукописів, а також один робочий примірник в Бібліотеці Лауренціана. Він містить ілюстрований опис островів Егейського моря, переважно скопійований з попередньої роботи Крістофоро Буондельмонті. Ізоларіо (Книга островів) Буондельмонті багато разів копіювався протягом 15-го століття, але Мартелл додав до своєї версії інші середземноморські острови, такі як Корсика, Сардинія та Сицилія, і він був першим, хто додав острови за межами Середземного моря, включаючи Велику Британію та Ірландію. Він також був першим, хто додав кілька регіональних карт і карту світу. Зокрема, рукопис Британської бібліотеки містить його найважливішу, детальну та широко відтворювану карту світу.

## Вплив
Карта Мартелла послужила одним з джерел для карти Вальдземюллера 1507 року. Загальний макет був подібним, і Мартін Вальдземюллер використовував ту ж проєкцію, що й Мартеллус, псевдосерцевидну проєкцію. Обидва картографи додали декоративні вітряні головки в межах своїх карт, і обидва також скористалися додатковим простором у нижніх кутах карт, створеним за допомогою змахуючих ліній проєкції, щоб додати текстові блоки в ці кути. Форма Північної Африки на обох картах однакова — це Птолемеїва з гострим північно-західним кутом. Форма Східної Азії також схожа на двох картах, з величезним півостровом, що виступає на південний захід в Індійський океан, а Японія знаходиться в точно такому ж положенні на двох картах, на східному краю.
Деякі автори ототожнюювали Мартеллуса з Арріго ді Федеріго, який був автором першого перекладу «Декамерона» Бокаччо. Згідно з цією теорією, прізвище Мартеллус походить від родини Мартеллі, з якою був пов'язаний Генрікус/Арріго.